# Кассола, Карло
Карло Кассола (итал. Carlo Cassola; 17 марта 1917, Рим, Италия — 29 января 1987, Монте-Карло, Монако) — итальянский писатель.

## Биография
Карло Кассола дебютирует с первыми рассказами в 1937 году. До Второй мировой войны пишет преимущественно короткие рассказы. Его первые сборники «На окраине» (Alla periferia) и «Смотр» (La visita) издаются 1942 году. Уже в этих ранних работах заметен интерес писателя к изображению простых и естественных сторон жизни. После войны он пишет ряд повестей, основанных на событиях партизанской борьбы и объединённых в сборник «Старые товарищи» (I vecchi compagni,1953). Среди них следует отметить повесть «Рубка леса» (Il taglio del bosco, 1950), которая стала значительным событием в итальянской литературе 1950-х годов. Партизанская борьба послужила основой для романа «Фаусто и Анна» (Fausto e Anna, 1952), а также для самого известного романа Кассолы «Невеста Бубе» («La ragazza di Bube», 1960). За этот роман Карло Кассола удостоился премии Стрега, а в 1963 году по нему был снят одноимённый фильм с Клаудией Кардинале в главной роли.
В 1960-х годах Кассола пишет сборники рассказов и повести «Чёрствое сердце» (Un cuore arido, 1961), «Охотник» (Il cacciatore, 1964), «Памятные времена» (Tempi memorabili, 1966), «История Ады» (Storia di Ada, 1967), «Местная железная дорога» (Ferrovia locale, 1968). Поздний период творчества нашёл отражение в романе «Страх и грусть» (Paura e tristezza, 1970), повестях «Человек и пёс» (L’uomo e il cane, 1977) и «Оставшийся в живых» (Il superstite, 1978). В 1976 году за книгу «Соперник» (L’antagonista) Кассола получает премию Банкарелла, а в 1978 году — премию Багутта за повесть «Человек и пёс».

## Произведения

### Беллетристика
- Смотр / La visita, Firenze 1942
- На окраине / Alla periferia, Firenze 1942
- Жена торговца / La moglie del mercante, in «Botteghe Oscure» 1949
- Фаусто и Анна / Fausto e Anna, Torino 1952
- Старые товарищи / I vecchi compagni, Torino 1953
- Рубка леса / Il taglio del bosco, Milano 1963
- Дом на улице Валадьер / La casa di via Valadier
- Послевоенный брак / Un matrimonio del dopoguerra
- Солдат — Роза Гальярди / Il soldato — Rosa Gagliardi, Milano 1958
- Невеста Бубе / La ragazza di Bube, Torino 1960
- Чёрствое сердце / Un cuore arido, Torino 1961
- Смотр / La visita, Torino 1962 (включает La visita, Alla periferia и La moglie del mercante)
- Охотник / Il cacciatore, Torino 1964
- Памятные времена / Tempi memorabili, Torino 1966
- История Ады — Учительница / Storia di Ada — La maestra, Torino 1967
- Местная железная дорога / Ferrovia locale, Torino 1968
- Отношение / Una relazione, Torino 1969
- Страх и грусть / Paura e tristezza, Torino 1969
- Монте Марио / Monte Mario, Milano 1973
- Джизелла / Gisella, Milano 1974
- Слишком поздно / Troppo tardi, Milano 1975
- Соперник / L’antagonista, Milano 1976
- Невзгоды / La disavventura, Milano 1977
- Человек и пёс / L’uomo e il cane, Milano 1977
- Одинокий человек / Un uomo solo, Milano 1978
- Оставшийся в живых / Il superstite, Milano 1978
- Жизнь артиста / Vita d’artista, Milano 1979
- Рай животных / Il paradiso degli animali, Milano 1979
- Мятежник / Il ribelle, Milano 1980
- Мораль толпы / La morale del branco, Milano 1980
- Гусиная лапа / La zampa d’oca, Milano 1980
- L’amore tanto per fare, Milano 1981
- Сбежавший лев / Il leone fuggito, Firenze 1981
- Беседа с тенями / Colloquio con le ombre, Milano 1981
- Годы проходят / Gli anni passano, Milano 1982
- Мой отец / Mio padre, Milano 1983
- Два рассказа / Due racconti, Firenze 1983

### Очерки и другая проза
- Путешествие в Китай / Viaggio in Cina, Milano 1967
- Шахтёры Мареммы / I minatori della Maremma (con Luciano Bianciardi), Bari 1956
- Поэзия и роман / Poesia e Romanzo (con Mario Luzi), Milano 1973
- Листы дневника / Fogli di diario, Milano 1974
- Последняя граница / Ultima frontiera, Milano 1976
- Слепой гигант / Il gigante cieco, Milano 1976
- Урок истории / La lezione della storia, Milano 1978
- Литература и разоружение / Letteratura e disarmo, Milano 1978
- Против оружия / Contro le armi, Marmirolo 1980
- Современный роман / Il romanzo moderno, Milano 1981
- Право сохранения / Diritto alla sopravvivenza, Torino 1982
- La rivoluzione disarmista, Milano 1983
- Мой путь писателя / Il mio cammino di scrittore, Firenze 1984

### Переводы на русский язык
- Кассола К. Рубка леса; (Жена торговца). (Подруги) = Carlo Cassola. Il taglio del bosco. Milano / Пер. с итал. Д. Розенталя и Л. Шаровой; Ред. О. Плинк; Худож. А. Кокорин. — М.: Изд-во иностр. лит., 1958. — 96 с. — (Современная зарубежная новелла).